# Clare Kelly
Clare Kelly ist eine neuseeländische Diplomatin.

## Leben
Kelly hat einen Master in Politikwissenschaften der University of Auckland. Sie begann ihre Karriere im Außenministerium, wo sie zunächst als First Secretary und Generalkonsulin Neuseelands in der Botschaft Neuseelands in Santiago in Chile arbeitete. Im Jahr 2003 wurde sie Beraterin in der Ständigen Vertretung Neuseelands bei der Welthandelsorganisation. Dies blieb sie bis 2007. In dem Jahr wechselste sie zur Anwaltskanzlei White & Case LLP, wo sie als Beraterin wirkte, insbesondere für Fragen des Welthandelsrechts und der Streitbeilegungsregeln der WTO.
Im Jahr 2009 wechselte sie zurück in das Außenministerium, wo sie im Mai des Jahres in der Abteilung für Verhandlungen im Bezug zu Handel mit Waren zuständig wurde. Insbesondere lag in ihrem Aufgabenbereich die Verhandlungen für Landwirtschaftsabkommen und regionale Freihandelsabkommen. Sie verhandelte im Trans-Pacific Partnership Agreement als Neuseelands Hauptverhandlerin für den Themenbereich Waren.
Im April 2013 wurde sie zu Neuseelands Botschafterin in Mexiko ernannt, wobei sie mitakrrediert war für Costa Rica, Kuba, die Dominikanische Republik, El Salvador, Guatemala, Nicaragua, Panama und Venezuela. Sie war in dieser Funktion auch Hochkommissar für Belize. Dieses Amt übte sie bis März 2017 aus. Im folgenden Monat wurde sie stellvertretende Sekretärin in der Abteilung für Handel und Wirtschaft des Außenministeriums mit der Zuständigkeit für die Verhandlungen von Handelsabkommen. In dieser Funktion war sie für die Verhandlungen mit der Pazifik-Allianz zuständig. Dieses Amt übte sie bis Januar 2022 aus.
Im Februar 2022 wurde Kelly die Ständige Vertreterin Neuseelands bei der Welthandelsorganisation. Ihre Ernennung geschah im August 2021. In dieser Funktion übergab Kelly die Ratifikationsurkunde Neuseelands für das Übereinkommen über Fischereisubventionen an Generaldirektorin Okonjo-Iweala. Nachdem sie im Jahr 2023 das Amt der Vorsitzenden des Ausschusses für regionale Handelsabkommen ausübte, war sie seit März 2024 Vorsitzende des Rates für den Handel mit Waren. Im Februar 2025 wurde sie zur Vorsitzenden des Dispute Settlement Body bestimmt.